# Nikolai Kabayev
Nikolai Sergeyevich Kabayev (tiếng Nga: Николай Серге́евич Кабаев; sinh ngày 15 tháng 2 năm 1989) là một cầu thủ bóng đá người Nga. Anh thi đấu cho FC Murom.

## Sự nghiệp câu lạc bộ
Anh có màn ra mắt tại Russian Second Division cho FC Metallurg Vyksa vào ngày 26 tháng 7 năm 2012 trong trận đấu với F.K. Lokomotiv Liski.
Anh thi đấu cho F.K. Shinnik Yaroslavl tại Cúp quốc gia Nga.